# مارچلو گاتی
مارچلو گاتی (به ایتالیایی: Marcello Gatti) در رم زاده شد. وی کارش را در سینما به عنوان متصدی دوربین در اوایل دههٔ ۴۰ آغاز کرد. اما برای اولین بار در سال ۱۹۵۳ در فیلم «وقایع‌نگاری یک جنایت» در مقام فیلم‌بردار قرار گرفت.
گاتی در سال ۱۹۴۳ به خاطر مخدوش کردن تصویر نصب‌شده بنیتو موسولینی بر روی دیوار چینه‌چیتا به ۵ سال زندان و سپس تبعید محکوم گردید. او بیشتر در دنیای سینما به خاطر همکاریش با کارگردان برجسته سینما جیلو پونته‌کوروو در فیلم مهم نبرد الجزیره شناخته می‌شود؛ که بعدها الهام بخش تئوری سینما وریته گردید.
گاتی ۵ جایزه روبان نقره‌ای برای بهترین فیلم‌برداری را از آن خود کرد. او با کارگردانان معتبر دیگری از جمله رومن پولانسکی، نانی لوی، دامیانو دامیانی، اریپراندو ویسکونتی، لوئیجی زامپا، جرج پی کوزماتوس و سرجو کوربوچی نیز همکاری داشته‌است.
از فیلم‌های دیگری که وی در پدید آمدنِ آن نقش داشته‌است، می‌توان به سه ببر در برابر سه ببر، موسی قانون‌گذار، عملیات سیب‌زمینی، بطن سیاه رتیل، شب غیرعادی و پلیس قاتل اشاره کرد.